# Châteauneuf (Savoia)
Châteauneuf è un comune francese di 759 abitanti situato nel dipartimento della Savoia nella regione dell'Alvernia-Rodano-Alpi.

## Storia
Da Châteauneuf, epoca romana, passava la via delle Gallie, strada romana consolare fatta costruire da Augusto per collegare la Pianura Padana con la Gallia.

## Società

### Evoluzione demografica
Abitanti censiti